# イ・カウン
イ・カウン（李佳恩、ハングル表記：이가은、英: Lee Ga Eun、1994年8月20日 - ）は、韓国の歌手、女優、YouTuber。AFTERSCHOOLの元メンバーまた、元PRODUCE48練習生である。ソウル特別市龍山区出身。Highエンターテインメント所属。イ・ガウンとも表記される。

## 来歴
2012年にPLEDISエンターテインメントからAFTERSCHOOLの新メンバーとしてデビュー。2018年には、Mnetのオーディション番組『PRODUCE 48』にホ・ユンジンとともに参加したが、脱落。また、同年に同徳女子大学校公演芸術学部放送芸能科を卒業。
『PRODUCE 48』終了後はホと共にキリンズとして活動したのち、2019年7月6日にPLEDISとの専属契約が満了を迎え、Highエンターテインメントに移籍。
中学生の頃に日本に在住経験があるため、日本語が堪能である。

## 出演

### テレビドラマ
- トロットの恋人（2014年、KBS）
- ハイクラス（2021年、tvN） - レイチェル・チョ 役[9]

### その他のテレビ番組

#### 韓国
- PRODUCE 48（2018年、Mnet / BSスカパー![注 2]） - 練習生（ファイナリスト）[10]

#### 日本
- ピミルの部屋～心動く韓国エンタメ情報～（2024年7月21日、BS朝日） - リポーター[動 1]